# Leptataspis concinna
Leptataspis concinna är en insektsart som beskrevs av Victor Lallemand 1939. Leptataspis concinna ingår i släktet Leptataspis och familjen spottstritar. Inga underarter finns listade i Catalogue of Life.